# راينهارد ليندن
راينهارد ليندن (بالألمانية: Reinhard Linden)‏ هو موسيقي الكنيسة ‏ ألماني، ولد في 1957 في إنغلهايم آم راين في ألمانيا.